# Leszczyniaki

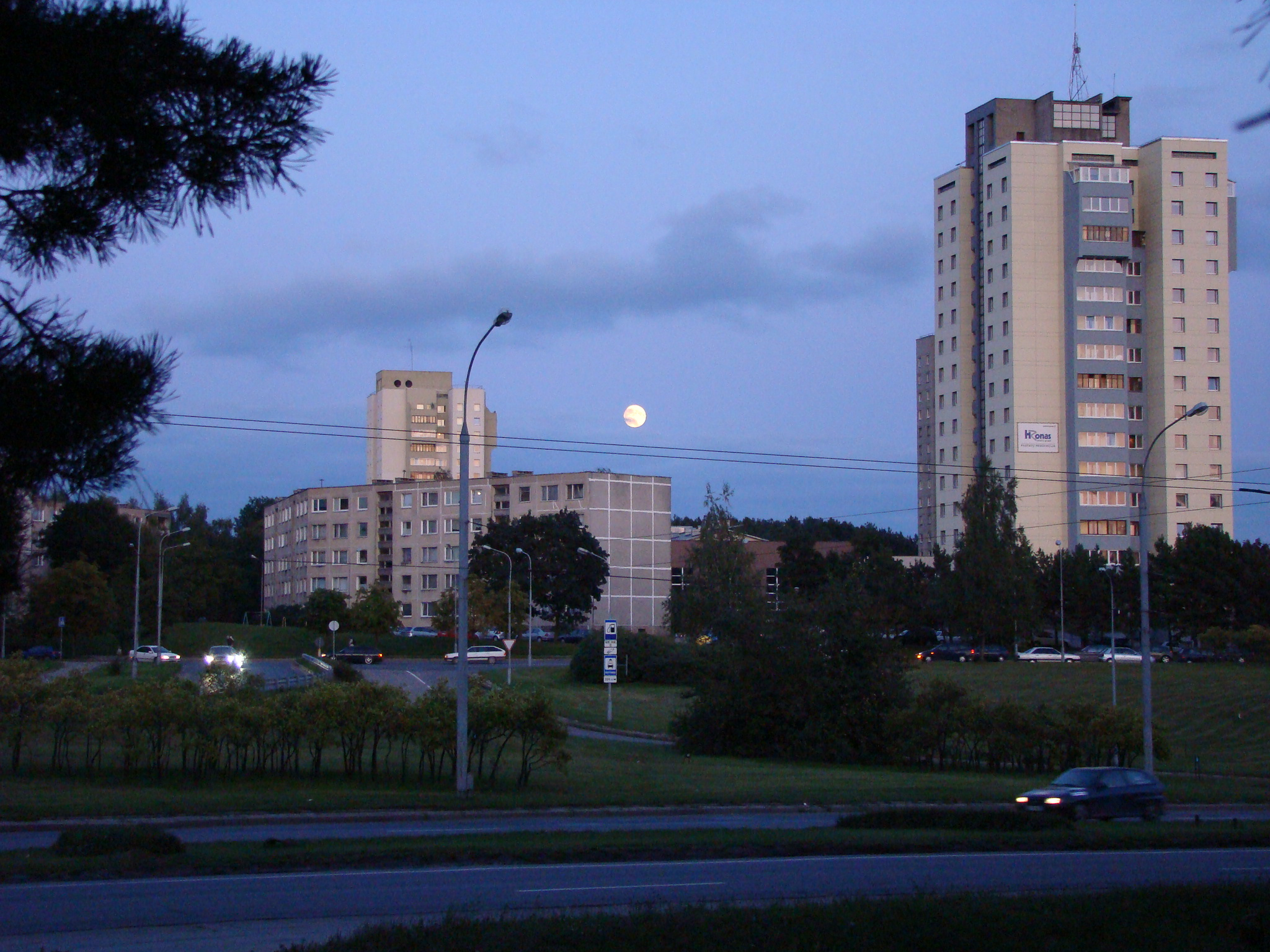
2008

Leszczyniaki (lit. Lazdynų seniūnija, Lazdynai) – prawobrzeżna dzielnica administracyjna Wilna; pełni funkcje mieszkaniowe.